# Carl Hedmark
Carl Hedmark, född 25 april 1789 i Vimmerby, död 9 januari 1855 i Röks socken, Östergötlands län, var en svensk präst i Röks församling.

## Biografi
Carl Hedmark föddes 25 april 1789 i Vimmerby. Han var son till kollegan Arvid Hedmark och Ulrika Wimermark. Hedmark blev 1808 student vid Uppsala universitet och 1818 filosofie magister. Han blev 21 december 1819 kollega i Linköping och 8 januari 1822 förste apologist i Linköping. Hedmark blev 23 mars 1826 konrektor i staden och prästvigdes 28 april 1828. Han blev 13 januari 1830 rektor i Linköpig och 31 oktober 1832 kyrkoherde i Röks församling, tillträdde 1834. Den 14 juni 1837 blev han prost. Hedmark avled 9 januari 1855 i Röks socken.

### Familj
Hedmark gifte sig 23 oktober 1838 med Anna Sofia Berzelius (1791–1848). Hon var dotter till komministern A. Berzelius i Väversunda socken.